# Ilyas El Omari

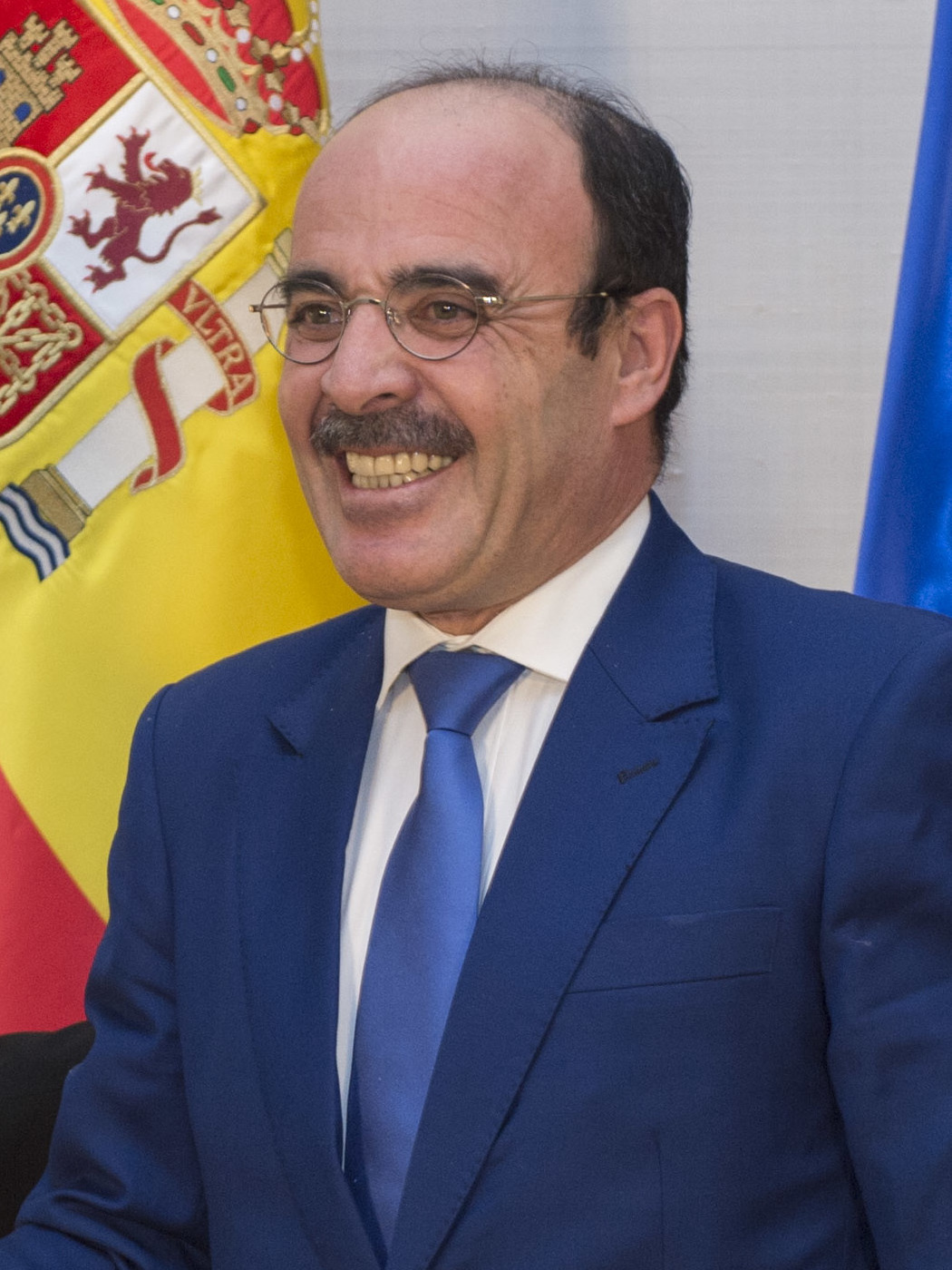
Ilyas El Omari (2018)

Ilyas El Omari (* 1967 in Beni Bouayach) ist ein marokkanischer Politiker und Generalsekretär der Partei der Authentizität und Modernität (PAM). Außerdem ist er Präsident der Region Tanger-Tétouan-Al Hoceïma eine der – nach einer Verwaltungsreform im Jahr 2015 neuentstandenen – 12 Regionen Marokkos.
Auf einem Kongress im Januar 2016 wurde Ilyas El Omari als neuer Generalsekretär der Partei gewählt. Unter seiner Führung wurde die PAM mit 102 Sitzen zweitstärkste Kraft bei der Parlamentswahl in Marokko 2016. Bereits im Jahr 2017 suchte er um seine Ablösung an und wurde letztlich auf einem ordentlichen Parteitag am 26. Mai 2018 von Hakim Benchamach abgelöst.